# باشگاه فوتبال الشرطه (عراق)
باشگاه الشرطه عراق (به عربی: نادی الشرطة العراقی) و (به فارسی: پلیس عراق) یک باشگاه فوتبال در شهر بغداد و در کشور عراق است که در لیگ برتر فوتبال عراق حضور دارد. این باشگاه که در سال ۱۹۳۲ میلادی پایه‌گذاری شده‌است. باشگاه الشرطه سابقه کسب ۷ قهرمانی در لیگ برتر عراق را دارد.
الشرطه به‌معنای «پلیس» است. از این رو بعضی منابع از این تیم با عنوان «پلیس عراق» نیز یاد کرده‌اند.

## بازیکنان برجسته
- مهند علی
- صفا هادی
- علی جاسم
- کرار جاسم
- امجد عطوان
- سعد عبدالامیر
- ایمن حسین
- علا علی مهاوی
- آسو رستم
- علی فائز
- ضرغام اسماعیل
- مروان حسین
- مصطفی محمد
- شیرکو کریم
- جلال حسن
- مازن فیاض
- علا عبدالزهرا
- سعد ناطق
- کریستین اوساگونا

## افتخارات

### کشوری
- لیگ برتر عراق
  -  قهرمانی (۷): ۱۹۷۹–۸۰، ۱۹۹۷–۹۸، ۲۰۱۲–۱۳، ۲۰۱۸–۱۹، ۲۰۲۱–۲۲، ۲۰۲۲–۲۳، ۲۰۲۳–۲۴
  -  نایب قهرمانی (۳): ۱۹۷۸–۷۹، ۱۹۸۰–۸۱، ۱۹۷۳–۷۴
- جام حذفی عراق قهرمانی (۱): ۲۰۲۳–۲۴
  -  نایب قهرمانی (۵): ۱۹۷۷–۷۸، ۱۹۹۵–۹۶، ۱۹۹۶–۹۷، ۲۰۰۱–۰۲، ۲۰۰۲–۰۳
- لیگ مرکزی عراق
  -  قهرمانی (۶): ۱۹۶–۶۳، ۱۹۶۶٬۶۷، ۱۹۶۷–۶۸، ۱۹۶۸–۶۹، ۱۹۶۹–۷۰، ۱۹۷۱–۲
  -  نایب قهرمانی (۵): ۱۹۵۷–۵۸، ۱۹۶۰–۶۱، ۱۹۶۴–۶۵، ۱۹۷۰–۷۱، ۱۹۷۲–۷۳
- سوپرجام عراق
  -  قهرمانی (۲): ۲۰۱۹، ۲۰۲۲
- جام برتر عراق
  -  قهرمانی (۳): ۲۰۰۰، ۲۰۰۱، ۲۰۰۲
  -  نایب قهرمانی (۱): ۱۹۹۷

### بین‌المللی
- جام قهرمانان باشگاه‌های عربی
  -  قهرمانی (۱)

### غیررسمی
- مسابقات قهرمانی پلیس‌های عربی
  -  قهرمانی (۵): ۱۹۷۶، ۱۹۷۸، ۱۹۸۵، ۱۹۸۸، ۲۰۰۲
- جام عمومی پلیس
  -  قهرمانی (۲): ۱۹۶۵، ۱۹۷۲
- جام جمهوری عراق
  -  قهرمانی (۲): ۱۹۶۸، ۱۹۶۹
- جام دولت قدس
  -  قهرمانی (۱): ۲۰۰۲
- جام رئیس جمهور
  -  قهرمانی (۱): ۱۹۸۳
- جام بین‌المللی اسکندریه
  -  قهرمانی (۱): ۱۹۶۷
- جام بغداد
  -  قهرمانی (۱): ۲۰۱۳
- جام روز بغداد
  -  قهرمانی (۱): ۲۰۰۰
- جام پیروزی بزرگ
  -  قهرمانی (۱): ۱۹۹۶
- جام قادسیه صدام
  -  قهرمانی (۱): ۱۹۸۸
- جام قهرمانی پلیس
  -  قهرمانی (۱): ۱۹۶۵
- جام متصرف الحلة
  -  قهرمانی (۱): ۱۹۵۷
- جام باشگاه‌های المپیک
  -  قهرمانی (۱): ۱۹۳۹
- جام نیروی هوایی
  -  قهرمانی (۱): ۱۹۳۹
- جام الشرط‌های السرگردان
  -  قهرمانی (۱): ۱۹۳۸